# Fernando Quejas
Fernando Quejas (Praia, 30 de abril de 1922 — Lisboa, 28 de outubro de 2005) foi um cantor e compositor cabo-verdiano.